# Polygala baldwinii
Polygala baldwinii är en jungfrulinsväxtart som beskrevs av Thomas Nuttall. Polygala baldwinii ingår i släktet jungfrulinssläktet, och familjen jungfrulinsväxter. Inga underarter finns listade i Catalogue of Life.